# Jared Rhoden
Matthew Jared Rhoden (Baldwin, 27 agosto 1999) è un cestista statunitense.

## Carriera
Dopo aver disputato la carriera universitaria con i Seton Hall Pirates, non viene scelto al Draft NBA 2022, accordandosi poi con i Portland Trail Blazers con un contratto non garantito; tagliato dalla squadra dell'Oregon, viene selezionato con la quarta chiamata dai College Park Skyhawks al Draft della NBA G League. Il 26 dicembre 2022 firma un two-way contract con i Detroit Pistons.

## Statistiche

### NCAA
| Anno      | Squadra            | PG  | PT | MP   | TC%  | 3P%  | TL%  | RP  | AP  | PRP | SP  | PP   |
| --------- | ------------------ | --- | -- | ---- | ---- | ---- | ---- | --- | --- | --- | --- | ---- |
| 2018-2019 | Seton Hall Pirates | 34  | 0  | 13,1 | 34,2 | 24,6 | 56,8 | 2,6 | 0,4 | 0,5 | 0,3 | 3,4  |
| 2019-2020 | Seton Hall Pirates | 30  | 15 | 25,8 | 44,1 | 33,7 | 62,3 | 6,4 | 1,1 | 1,2 | 0,3 | 9,1  |
| 2020-2021 | Seton Hall Pirates | 27  | 27 | 34,5 | 42,9 | 30,3 | 83,3 | 6,7 | 1,9 | 1,2 | 0,4 | 14,9 |
| 2021-2022 | Seton Hall Pirates | 31  | 30 | 33,1 | 39,0 | 33,6 | 80,3 | 6,7 | 1,2 | 1,2 | 0,6 | 15,5 |
| Carriera  | Carriera           | 122 | 72 | 26,0 | 40,7 | 31,2 | 75,4 | 5,5 | 1,1 | 1,0 | 0,4 | 10,4 |

#### Massimi in carriera
- Massimo di punti: 30 vs Xavier (26 febbraio 2022)[6]
- Massimo di rimbalzi: 18 vs DePaul (19 febbraio 2022)
- Massimo di assist: 4 (5 volte)
- Massimo di palle rubate: 5 vs Rutgers (14 dicembre 2019)
- Massimo di stoppate: 3 vs Wagner (8 dicembre 2020)
- Massimo di minuti giocati: 44 vs Pennsylvania State (6 dicembre 2020)

### NBA

#### Regular Season
| Anno      | Squadra           | PG | PT | MP   | TC%  | 3P%  | TL%  | RP  | AP  | PRP | SP  | PP   |
| --------- | ----------------- | -- | -- | ---- | ---- | ---- | ---- | --- | --- | --- | --- | ---- |
| 2022-2023 | Detroit Pistons   | 14 | 0  | 14,1 | 38,6 | 25,0 | 100  | 2,6 | 0,3 | 0,3 | 0,1 | 3,2  |
| 2023-2024 | Detroit Pistons   | 17 | 0  | 14,4 | 50,0 | 38,7 | 62,5 | 1,9 | 0,8 | 0,2 | 0,8 | 4,9  |
| 2024-2025 | Charlotte Hornets | 4  | 0  | 3,0  | 25,0 | 0,0  | -    | 1,0 | 0,5 | 0,3 | 0,0 | 1,0  |
| 2024-2025 | Toronto Raptors   | 10 | 2  | 21,5 | 50,6 | 32,4 | 88,0 | 3,8 | 1,4 | 0,9 | 0,2 | 11,4 |
| Carriera  | Carriera          | 45 | 2  | 14,9 | 46,7 | 32,2 | 84,6 | 2,5 | 0,8 | 0,4 | 0,4 | 5,5  |

#### Massimi in carriera
- Massimo di punti: 16 vs San Antonio Spurs (14 aprile 2024)[7]
- Massimo di rimbalzi: 6 (2 volte)
- Massimo di assist: 3 (2 volte)
- Massimo di palle rubate: 2 vs Indiana Pacers (7 aprile 2023)
- Massimo di stoppate: 3 vs Dallas Mavericks (12 aprile 2024)
- Massimo di minuti giocati: 35 vs Chicago Bulls (9 aprile 2023)

### G League
| Anno      | Squadra           | PG  | PT | MP   | TC%  | 3P%  | TL%  | RP  | AP  | PRP | SP  | PP   |
| --------- | ----------------- | --- | -- | ---- | ---- | ---- | ---- | --- | --- | --- | --- | ---- |
| 2022-2023 | C.P. Skyhawks     | 16  | 4  | 25,1 | 55,1 | 51,4 | 82,1 | 6,4 | 1,4 | 0,8 | 0,5 | 13,9 |
| 2022-2023 | Motor City Cruise | 24  | 23 | 34,8 | 46,9 | 37,4 | 85,1 | 7,2 | 2,0 | 1,1 | 0,5 | 18,1 |
| 2023-2024 | Motor City Cruise | 41  | 41 | 36,6 | 46,2 | 40,4 | 77,2 | 6,3 | 3,0 | 1,3 | 0,7 | 21,5 |
| 2024-2025 | Greens. Swarm     | 2   | 0  | 29,3 | 48,8 | 26,7 | 50,0 | 5,5 | 3,0 | 1,5 | 0,0 | 23,0 |
| 2024-2025 | Raptors 905       | 26  | 17 | 31,4 | 50,7 | 39,3 | 64,8 | 6,9 | 3,4 | 1,3 | 0,7 | 19,0 |
| Carriera  | Carriera          | 109 | 85 | 33,1 | 48,2 | 39,8 | 80,2 | 6,6 | 2,7 | 1,2 | 0,6 | 19,1 |